# Jean Richard
 For alternative betydninger, se Jean Richard (flertydig). (Se også artikler, som begynder med Jean Richard)
Jean Richard (født 7. februar 1921, død 25. januar 2021) var en fransk korstogshistoriker og professor emeritus ved universitetet i Dijon, samt medlem af Institut de France.
Richard udgav flere bøger og artikler om korstogenes historie, bl.a. en biografi over den franske korsfarerkonge Louis IX, en bog der er blevet oversat til engelsk.
Ud over generelle værker om korstogene skrev Richard en bog om greverne af den levantinske korsfarerstat Tripoli, en bog der til dato er den grundigste gennemgang af Tripolis historie.

## Udvalgt litteratur
- The Crusades, c.1071-1291
- Saint Louis – Crusader King of France